# Steve Avery
Pour l'homme condamné pour meurtre, voir Steven Avery.
Steven Thomas Avery (né le 14 avril 1970 à Trenton, Michigan, États-Unis) est un ancien lanceur gaucher de la Ligue majeure de baseball.
Il évolue de 1990 à 1996 pour les Braves d'Atlanta, faisant partie d'une dominant groupe de lanceurs partants considérés comme l'un des meilleurs de l'histoire,,,,,. Il participe à quatre Séries mondiales avec les Braves et fait partie de l'équipe championne de la Série mondiale 1995. Il est élu joueur par excellence de la Série de championnat 1991 de la Ligue nationale et représente le club d'Atlanta au match des étoiles en 1993. 
Des blessures entraînent un déclin rapide de ses performances à partir de 1994 et une fin de carrière prématurée,. Il joue en 1997 et 1998 pour les Red Sox de Boston puis en 1999 avec les Reds de Cincinnati avant de revenir dans le baseball majeur pour une dernière saison, cette fois comme lanceur de relève, avec les Tigers de Détroit en 2003. 

## Carrière
Troisième athlète sélectionné au repêchage amateur en 1988, Steve Avery, qui joue à l'école secondaire John F. Kennedy de Taylor (Michigan), est le premier choix des Braves d'Atlanta, après les sélections d'Andy Benes par San Diego et Mark Lewis par Cleveland. Il gravit rapidement les échelons pour faire ses débuts dans le baseball majeur avec Atlanta le 13 juin 1990, à l'âge de 20 ans.
Dans la première moitié des années 1990, Steve Avery fait partie de la formidable rotation de lanceurs partants des Braves d'Atlanta considérée comme l'une des meilleures de l'histoire,,,,,. Celle-ci compte trois futurs élus au Temple de la renommée du baseball, : Tom Glavine, John Smoltz et, à partir de 1993, Greg Maddux. En 1991, le quatuor d'élite des Braves est composé de Glavine, Smoltz, Avery et Charlie Leibrandt. En 1992, s'y ajoute en cours d'année un 5e partant de qualité, Pete Smith. La rotation de 1993 est possiblement la plus impressionnante de cette époque avec 5 lanceurs élite : Maddux, Glavine, Smoltz, Avery et Smith,.  

### Saison 1991
Après une première saison difficile où il remporte 3 victoires et perd 11 matchs pour un club de dernière place, il s'impose rapidement comme l'un des meilleurs lanceurs de la ligue. En 1991, alors que les Braves passent d'un club de dernière place à un titre de la Ligue nationale, Avery prend le 6e rang du vote de fin d'année désignant le vainqueur du trophée Cy Young du meilleur lanceur de la saison après une campagne de 18 victoires et 8 défaites au cours de laquelle il affiche une moyenne de points mérités de 3,38 en 210 manches et un tiers lancées. Il réserve cependant ses meilleures performances pour les séries éliminatoires. En deux départs, Avery n'accorde aucun point aux Pirates de Pittsburgh en 16 manches et un tiers lancées, réussissant 17 retraits sur des prises. Il établit alors un record de la Ligue nationale pour les manches consécutives sans accorder de points en éliminatoires. Avery le prix du joueur par excellence de la Série de championnat 1991 de la Ligue nationale. Moins dominant en finale, où il n'est impliqué dans aucune décision, il conserve néanmoins une moyenne de points mérités de 3,46 en deux départs lors de la Série mondiale 1991 remportée par les Twins du Minnesota aux dépens d'Atlanta.

### Saison 1992
En 1992, Avery mène les lanceurs de la Ligue nationale avec 35 départs. Il lance un impressionnant total de 233 manches et deux tiers et maintient une moyenne de points mérités de 3,20. 
En Série de championnat 1992, Atlanta retrouve à nouveau Pittsburgh. Lanceur gagnant du 2e match, Avery connaît un départ désastreux dans la 5e rencontre, lorsqu'il ne retire qu'un seul frappeur des Pirates et alloue 4 points en un tiers de manche pour la défaite,. Il intervient comme lanceur de relève dans le 7e et ultime match de la série, pour blanchir les Pirates durant une manche et un tiers dans un match que les Braves remportent pour accéder à la Série mondiale. Il est le lanceur partant des 3e et 6e matchs de la Série mondiale 1992, que les Braves perdent aux mains des Blue Jays de Toronto, et il subit la défaite dans la première de ces deux rencontres. 

### Saison 1993
À l'été 1993, Avery honore sa seule invitation en carrière au match des étoiles, où il est l'un des 5 représentants des Braves, aux côtés de Glavine, Smoltz, David Justice et Jeff Blauser. Le gaucher connaît la meilleure saison de sa carrière en 1993. Il égale son sommet personnel de 18 victoires (contre 6 défaites) et affiche sa meilleure moyenne de points mérités : 2,94 en 223 manches et un tiers lancées lors de 35 départs. Il limite les Phillies de Philadelphie à 4 points mérités en 13 manches lancées au total lors de deux départs dans la Série de championnat 1993 perdue par Atlanta, et n'est lui-même pas impliqué dans une décision.

### Déclin et Série mondiale 1995
À seulement 24 ans,, Steve Avery a déjà abattu une somme de travail considérable dans les majeures : 766 manches et un tiers lancées en 4 saisons, en plus de 62 manches et un tiers de travail dans les séries éliminatoires. Premiers signes des problèmes à venir : vers la fin de la saison 1993, il se blesse à un muscle sous le bras gauche, et au printemps 1994 se plaint de douleurs à l'épaule. 
Après avoir maintenu une brillante moyenne de points mérités de 3,17 de 1991 à 1993, il accorde en moyenne 4,40 points mérités par partie lors des trois saisons suivantes. Une élongation musculaire dans le bras gauche affectent grandement ses performances et il subit plusieurs blessures, jamais majeures au point de nécessiter d'interventions chirurgicales, mais suffisantes pour faire complètement dérailler sa carrière.  Néanmoins, il brille à l'automne de son avant-dernière saison à Atlanta, aidant les Braves à remporter la Série mondiale 1995. Il limite d'abord les Reds de Cincinnati à deux coups sûrs en 6 manches dans le 4e et dernier match de la Série de championnat, gagné 6-0 par les Braves pour accéder à la Série mondiale. Le gérant des Braves, Bobby Cox, est critiqué pour sa décision d'utiliser Avery comme lanceur partant du 4e match de la grande finale contre Cleveland, plutôt que de se fier sur le trio Maddux-Glavine-Smoltz, plus fiable. Mais Avery lance brillamment pour donner aux Braves une avance de 3-1 dans la série : il est le lanceur gagnant après n'avoir alloué qu'un point sur 3 coups sûrs en 6 manches lancées.
Il fait trois présences en relève lors des éliminatoires de 1996, incluant son dernier match avec les Braves, une courte sortie qui lui vaut une défaite dans le 4e match de la Série mondiale 1996, gagnée par les Yankees de New York sur Atlanta.

### Dernières saisons
Quittant Atlanta après la saison 1996, Avery enchaîne trois saisons difficiles, chez les Red Sox de Boston en 1997 et 1998, puis en 1999 avec les Reds de Cincinnati. 
Opéré à l'épaule gauche en 1999, il ne revient au jeu qu'en 2003 avec les Tigers de Détroit, qui l'utilisent dans 19 matchs, chaque fois comme lanceur de relève.

### Palmarès
Sur 11 ans, Steve Avery a disputé 297 matchs de saison régulière, dont 261 comme lanceur partant. Sa moyenne de points mérités en carrière se chiffre à 4,19 en 1 554 manches et deux tiers lancées, avec 980 retraits sur des prises. Il compte 96 victoires, 83 défaites, 14 matchs complets et 6 blanchissages.
En 18 matchs - dont 12 comme partant - et 77 manches et deux tiers de travail en séries éliminatoires, Avery a une moyenne de points mérités de seulement 2,90. Il a 5 victoires contre 3 défaites, et 60 retraits sur des prises. Sa moyenne de points mérités s'élève à 3,41 en 31 manches et deux tiers lancées en 6 matchs lors de 4 Séries mondiales différentes.